# Eleições gerais em Honduras em 2009
As eleições gerais hondurenhas de 2009 foram realizadas em 29 de novembro. Uma grande crise política se instalou no país em junho de 2009 pela deposição do então presidente, Manuel Zelaya, pelo ditador Roberto Micheletti. Zelaya acabou pedindo asilo político à embaixada do Brasil em Tegucigalpa, capital hondurenha, onde está atualmente refugiado.
Os meios de comunicação fazem constantes chamados para a população ir às urnas. 4,6 milhões de hondurenhos - 1 milhão deles residentes no exterior - estão aptos a escolher um presidente, três vice-presidentes, 128 deputados e os integrantes de 298 prefeitos. Grande parte da comunidade internacional, no entanto, disse que não reconhecerá os resultados das eleições pelo fato das mesmas estarem ocorrendo em meio a uma ruptura constitucional, após o golpe Zelaya em 28 de junho.

## Candidatos
Os candidatos dos dois principais partidos políticos são Porfirio Lobo Sosa do Partido Nacional, que havia enfrentado Zelaya na eleição anterior, e Elvin Santos do Partido Liberal, ex vice-presidente de Zelaya. Felicito Ávila é o candidato do Partido Democrata Cristão. Todos os três reconheceram o governo de Micheletti. Entre a oposição, os candidatos são César Ham do esquerdista Partido da Unificação Democrática, o sindicalista e líder garifuna Bernard Martínez Valerio do centro-esquerdista Partido da Inovação e Unidade (PINU) e o também sindicalista, Carlos Humberto Reyes, um dos coordenadores da Frente Nacional de Resistencia Contra el Golpe de Estado en Honduras, que foi o candidato independente apoiado por Zelyada. Martínez é o primeiro candidato presidencial negro da história de Honduras, de acordo com o PINU. Reyes se retirou da disputa para não legitimar o golpe de estado e eleições que, segundo seus partidários, seriam fraudulentas. A tabela abaixo mostra os seis candidatos à presidência de Honduras, por ordem de reconhecimento de suas candidaturas pelo Supremo Tribunal Eleitoral:
| Candidato                | Partido                                               |
| ------------------------ | ----------------------------------------------------- |
| Porfirio Lobo Sosa       | Partido Nacional                                      |
| Bernard Martínez Valerio | Partido da Inovação e Unidade                         |
| Felicito Ávila           | Partido Democrata Cristão                             |
| Elvin Santos             | Partido Liberal                                       |
| César Ham                | Partido da Unificação Democrática                     |
| Carlos Reyes             | Independente (retirou-se da disputa em 9 de novembro) |

## Participação
A Frente de Resistência ao Golpe de Estado em Honduras afirmou que a abstenção na votação ficou entre 65% e 70% dos eleitores, e proclamou "a vitória sobre o golpe". "Em termos gerais a abstenção real vai ficar entre 65% e 70%", disse o líder camponês Rafael Alegría, que também assinalou que "está claríssimo que há uma rejeição à legitimação do golpe, o povo deu um golpe no golpe de Estado e definitivamente vai ser difícil que ele e a comunidade internacional reconheçam estas eleições". O dirigente disse que de acordo com seus relatórios, a abstenção oscila entre 60% e 65% na capital do país, San José, que segundo ele é tradicionalmente seguidora do Partido Nacional, cujo candidato presidencial foi Porfirio Lobo. Acrescentou que a abstenção chega "a 80%" em regiões como San Pedro Sula, capital econômica do país, e em El Progresso, ambas no norte. "O prolongamento de uma hora a mais não é porque as filas estão cheias, mas porque tentam fazer as pessoas votarem". A Frente de Resistência informou que o resultado "foi uma vitória" e que para haja uma "caravana da vitória sobre a farsa eleitoral".

## Resultados
| Candidato          | Partido           | Votos        | %          | Resultados        |
| ------------------ | ----------------- | ------------ | ---------- | ----------------- |
| Porfirio Lobo Sosa | PN                | 937,006      | 55.91      | Presidente eleito |
| Bernard Martínez   | PINU              | 37,029       | 2.21       |                   |
| Felicito Ávila     | PDC               | 32,113       | 1.92       |                   |
| Elvin Santos       | PL                | 639,481      | 38.16      |                   |
| César Ham          | PUD               | 30,334       | 1.81       |                   |
| Válidos            | Válidos           | 1,675,963    | 100.00     |                   |
| Nulos              | Nulos             | 69,577       | 3.89       |                   |
| Brancos            | Brancos           | 44,758       | 2.50       |                   |
| Total              | Total             | 1,790,223    |            |                   |
| Votos registrados  | Votos registrados | ~4.6 milhões | ~60% (TSE) | ~60% (TSE)        |

## Reação internacional ao pleito

### Não reconhecerão o pleito
Os seguintes países e organizações disseram que não irão reconhecer o pleito, independentemente do resultado, e retiraram sua assistência às eleições de Honduras:
- Argentina
- Bolívia
- Brasil
- Chile
- Cuba[12]
- Equador
- Espanha
- Mercosul[13][14]
- Nicarágua
- Organização das Nações Unidas
- Organização dos Estados Americanos
- Paraguai[12]
- União Europeia
- União Sul-Americana de Nações
- Uruguai[15]
- Venezuela

### Reconhecerão o pleito
Apenas cinco países afirmaram que irão reconhecer o pleito:
- Colômbia
- Costa Rica
- Estados Unidos
- Panamá
- Peru

### Dependente do resultado
Os governos dos seguintes países afirmarão que irão esperar o resultado do pleito para tomarem uma posição oficial sobre o assunto:
- México